# Egira nicalis
Egira nicalis là một loài bướm đêm trong họ Noctuidae.